# Smolugi-Kolonia
Smolugi-Kolonia ([smɔˈluɡi kɔˈlɔɲa]) est un village polonais de la gmina de Dziadkowice dans le powiat de Siemiatycze et dans la voïvodie de Podlachie.

## Source
- (en) Cet article est partiellement ou en totalité issu de l’article de Wikipédia en anglais intitulé « Smolugi-Kolonia » (voir la liste des auteurs).